# FC Persepolis
Der FC Persepolis (persisch باشگاه فوتبال پرسپولیس, DMG bāšgāh-ye fūtbāl Persepolis) ist ein iranischer Fußballverein aus der Hauptstadt Teheran.
Der Fußballclub Persepolis ist die bekannteste und erfolgreichste Sparte des Persepolis Athletic and Cultural Club, der in insgesamt neun Abteilungen ein breites sportliches Spektrum vom Jugend- bis zum Spitzensport abdeckt. Weitere Sparten sind Basketball, Bowling, Futsal, Handball, Karate, Schwimmen, Taekwondo und Volleyball.
Mit dreizehn Meistertiteln ist Persepolis derzeit (Stand 2021) iranischer Rekordmeister. Der Klub gilt gemäß Erhebungen der Asian Football Confederation als Verein mit den meisten Anhängern in Asien. Nach einem SMS-Voting der Sendung 90, der populärsten Sportsendung Irans, unterstützen 61 % der iranischen Fußballfans „die Roten“ aus der Hauptstadt.
Der Verein trägt seine Heimspiele im Azadi-Stadion aus, das offiziell 78.116 Zuschauern Platz bietet.
Erzrivale ist der Esteghlal FC, gegen den das Teheran-Derby ausgetragen wird.

## Geschichte

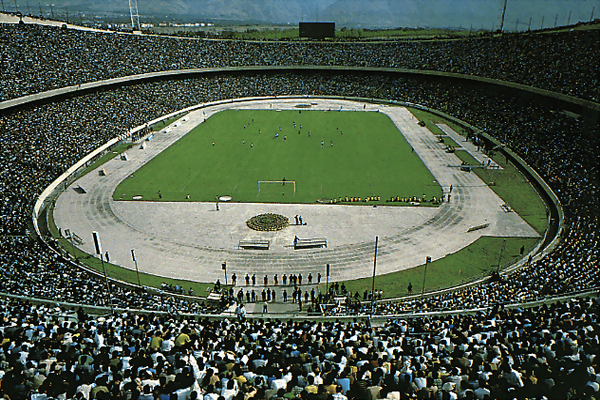
Das Azadi-Stadion vor dem Umbau

1963 wurde der Persepolis Sports Club durch Ali Abdo gegründet. Im Vordergrund standen Basketball, Volleyball und Bowling, die Fußballmannschaft spielte nur in der zweiten Liga. Als 1967 der Shahin F.C. Konkurs ging, wechselten die meisten Spieler zu Persepolis. Dermaßen verstärkt, etablierte sich der Verein schnell unter den Spitzenmannschaften Irans und 1973/1974 gelang der erste Titelgewinn.
Nach der Islamischen Revolution verließen etliche Spieler den Verein, dessen Besitzer in den folgenden Jahren mehrmals wechselten. Nach etlichen Versuchen gelang es 1987 dem iranischen Sportministerium, den Verein in Pirouzi (پیروزی, ‚Sieg‘) umzubenennen, was weder unter den Anhängern noch im weiteren Umfeld (u. a. Medien) angenommen wurde. Seit April 2012 heißt der Verein wieder offiziell Persepolis.
Die Mannschaft erreichte stets gute Platzierungen unter den ersten fünf. In den 1990er Jahren konnten einige Meister- und Pokaltitel errungen werden. 1990 gelang mit dem Sieg im Asiatischen Pokal der Pokalsieger der bedeutendste internationale Erfolg.
In den 2000er Jahren wurde der Klub in den Spielzeiten 2001/2002 und 2007/2008 erneut Iranischer Meister. In den beiden letzten Pokalrunden 2009/2010 und 2010/2011 gewann der Klub jeweils den nationalen Hazfi-Cup.
Am 19. Dezember 2020 spielte der Verein im Finale der asiatischen Champions League gegen das südkoreanische Team aus Ulsan.
Persepolis und Esteghlal Teheran wurden im Januar 2022 durch die Asiatischen Fußballkonföderation von der AFC Champions League 2022 ausgeschlossen. Beide Klubs sind im Besitz des iranischen Ministeriums für Jugend und Sport. Dies verstößt gegen die AFC-Regeln, nach denen Vereine mit denselben Besitzern nicht an der Champions League teilnehmen dürfen.

## Vereinswappen

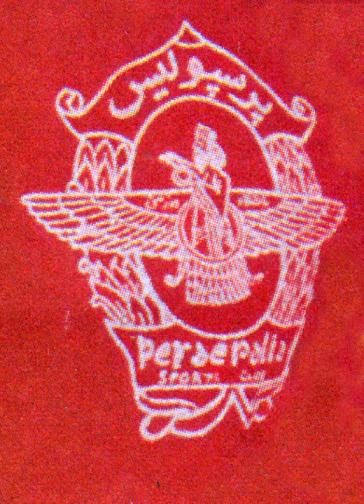
In den 70er Jahren

## Erfolge

### Nationale Erfolge

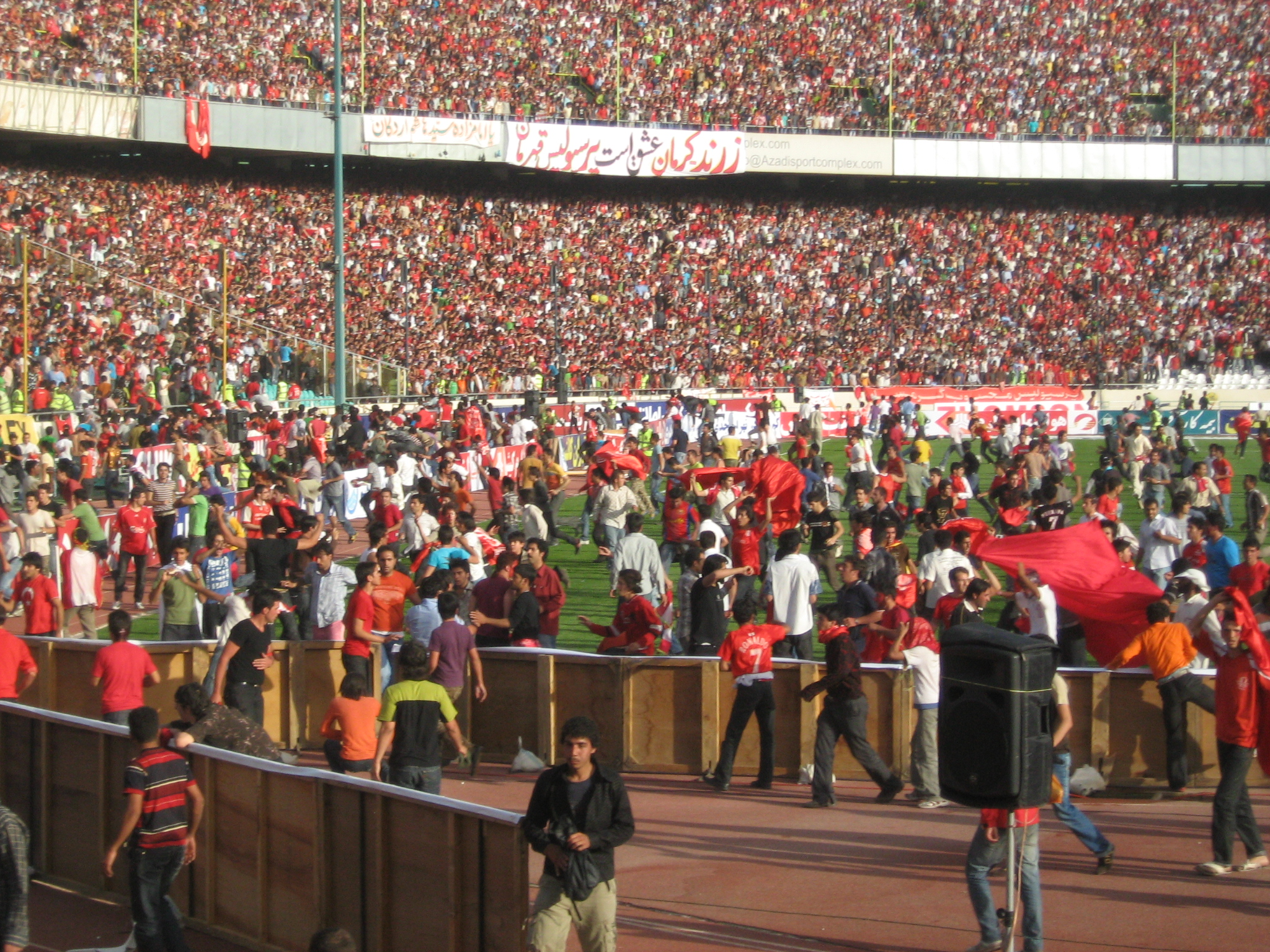
17. Mai 2008: Unruhen nach dem Gewinn der iranischen Meisterschaft

- Iranische Meisterschaft

Regionale Liga
Meister (1): 1971/1972
Takhte Jamshid Cup
Meister (2): 1973/1974, 1975/1976
Vizemeister (3): 1974/1975, 1976/1977, 1977/1978
Hevdah-e-Shahrivar League
Meister (1): 1988/1989
Qods League
Vizemeister (1): 1989/1990
Azadegan League
Meister (4): 1995/1996, 1996/1997, 1998/1999, 1999/2000
Vizemeister (3): 1992/1993, 1993/1994, 2000/2001
IPL
Meister (8): 2001/2002, 2007/2008, 2016/2017, 2017/2018, 2018/19, 2019/20, 2020/21, 2022/23
- Iranischer Pokal (Hazfi Cup)

Pokalsieger (5): 1987/1988, 1990/1991, 1998/1999, 2009/2010, 2010/2011, 2018/2019, 2022/23
Pokalfinalist (1): 2005/2006
- Tehran League Cup

Meister (4): 1981/1982, 1985/1986, 1986/1987, 1987/1988
Vizemeister (2): 1980/1981, 1982/1983
- Tehran Hazfi Cup

Pokalsieger (3): 1978/1979, 1981/1982, 1986/1987
Pokalfinalist (1): 1980/1981
- Tehran Super Cup

Pokalsieger (1): 1992

### Kontinentale Erfolge
- AFC Champions League

Zweiter Platz (1): 2018, 2020
Dritter Platz (3): 1996/1997, 1999/2000, 2000/2001
Vierter Platz (1): 1997/1998
- Asiatischer Pokal der Pokalsieger

Meister: (1) 1990/1991
Pokalfinalist (1): 1992/1993

### Sonstige Erfolge
- Asian Selection Cup

Turniersieger: 1968
- Vahdat International Cup (Teheran)

Turniersieger: 1981
- Sharjah Friendship Cup (Schardscha)

Turniersieger: 1995
Stand: 30. Juni 2012

## Bekannte Spieler
- Ahmadreza Abedzadeh
- Ebrahim Ashtyani
- Khodadad Azizi
- Karim Bagheri
- Homayoun Behzadi
- Edmond Bezik
- Ali Daei
- Parviz Dehdari
- Hamid Derakhshan
- Jacques Elong Elong
- Alireza Emamifar
- Hamid Reza Estili
- Yahya Golmohammadi
- Esmaeil Hajrahimpour
- Sepehr Heidari
- Safar Iranpak
- Hossein Kaabi
- Hossein Kalani
- Ali Karimi
- Jafar Kashani
- Hamed Kavianpour
- Javad Kazemian
- Mohsen Khalili
- Mohammad Khordbin
- Ali Akbar Kooklan
- Mehdi Mahdavikia
- Mohammad Mayeli Kohan
- Mehrdad Minavand
- Akbar Mohammadi
- Mojtaba Mohammadi
- Nader Mohammadkhani
- Nasser Mohammadkhani
- Nima Nakissa
- Mohammad Panjali
- Ali Parvin
- Afshin Peyrovani
- Farshad Pyus
- Naeem Saadavi
- Mehrab Shahrokhi
- Reza Shahroodi
- Abbas Karegar
- Wahide Ghelich
- Hamid Derakhshan
- Hamid Shirzadegan
- Alireza Nikbakht Vahedi
- Alan Whittle
- Bijan Zolfagharnasab

## Trainer
- 1968–1969  Parviz Dehdari
- 1969–1970  Rajab Faramarzi
- 1970–1975  Alan Rogers
- 1975–0000  Homayoun Behzadi
- 1975–0000  Alan Rogers
- 1975–1976  Homayoun Behzadi
- 1976–0000  Buick Vatankhah
- 1976–1977  Ivan Konov
- 1977–1978  Mansour Amir Asefi
- 1978–1978  Mehrab Shahrokhi
- 1980–1987  Ali Parvin
- 1987–0000  Masoud Moeini
- 1987–1993  Ali Parvin
- 1993–0000  Mohammad Panjali
- 1993–1994  Ladislav Begović
- 1994–0000  Hamid Derakhshan
- 1995–0000  Hans-Jürgen Gede
- 1995–1997  Stanko Poklepović
- 1997–0000  Hamid Derakhshan
- 1997–1998  Tomislav Ivić
- 1998–1998  Ivan Matković
- 1998–2003  Ali Parvin
- 2003–0000  Hans-Dieter Schmidt
- 2003–2004  Vinko Begović
- 2004–2005  Rainer Zobel
- 2005–2006  Ali Parvin
- 2006–0000  Arie Haan
- 2006–2007  Mustafa Denizli
- 2007–2008   Afschin Ghotbi
- 2008–2009  Afshin Peyrovani
- 2009–0000  Nelo Vingada
- 2009–0000  Zlatko Kranjčar
- 2009–2011  Ali Daei
- 2011–0000  Hamid Reza Estili
- 2011–2012  Mustafa Denizli
- 2012–0000  Manuel José de Jesus
- 2012–2013  Yahya Golmohammadi
- 2013–2014  Ali Daei
- 2014–2015  Hamid Derakhshan
- 2015–2019  Branko Ivanković
- 2019–2020  Gabriel Calderón
- 2020–0000  Yahya Golmohammadi